# 고성 노산정
고성 노산정(固城 鷺山亭)은 대한민국 경상남도 고성군 마암면에 있는 건축물이다.
2018년 7월 19일 경상남도의 문화재자료 지정 예고되었다가, 2019년 10월 10일 경상남도의 문화재자료 제660호로 지정되었다.

## 지정 사유
노산정은 노산서당이 효시이다. 서당은 숙종 대에 도연서원의 창건으로 강학기능을 이전했다고 볼 수 있다. 1871년 서원철폐령으로 다시 서당의 기능을 회복하였을 것이며, 1917년에 노산정을 개축했다. 당시의 재정적 상황은 매우 어려웠을 것으로 보이나 이 정자의 건축은 매우 많은 비용을 들여 조성한 것으로 보이며 부재의 크기나 장식을 통해 선현의 위업과 후손들의 교육을 위한 장을 조성하기에 정성을 기울인 것을 알 수 있다.
또한, 이로재는 같은 마을에서 이건해 1918년 건축되면서, 앞의 노산조대 및 옆의 노산정과 일련의 문중 재실의 건물군을 이루도록 조성되었다. 평면의 전면과 좌우면에 퇴가 적용된 것이나, 좌우퇴 위의 부섭지붕 및 난간의 약식 기법 등이 근대의 특성을 드러내고 있으면서도, 전체적 구조는 견실하고 장식의 위계가 상당이 격조있게 사용되어 건축의 가치를 높여주고 있다.

## 참고 문헌
- 고성 노산정 - 국가유산청 국가유산포털